# AbaQulusi (Volk)
Die abaQulusi oder Qulusi sind ein Zulu-Stamm aus Südafrika, der seinen Sitz in Abaqulusi Kwazulu-Natal hat.

## Vorgeschichte
Die Tante von König Shaka, Mkabayi kaJama, soll am Beginn der  Stammesgründung stehen. Als Shaka sie zu ebaQuluseni, in der Nähe des heutigen Vryheid und Hlobane schickte, soll sie den mächtigen abaQulusi-Stamm gegründet haben, der eine große Rolle in den kommenden Kriegen spielte.
Während der Schlacht von Hlobane und der Schlacht von Kambula, im Anglo-Zulu-Krieg von 1879 wurden die abaQulusi von der iNkosi Msebe kaMadaka kommandiert.  Während der Schlacht von Holkrans gegen die Buren 1902 war der iNkosi Sikhobobho der Chef.